# كسرة (خبز جزائري)
الكسرة أو كسرة الرخسيس (بالإنجليزية: Kesra)‏ هي خبز جزائري يعود أصلها إلى المناطق الجزائرية عامةً، تُطهى على نارٍ عاليةٍ بواسطة «الكوشة» أو الطابونة (فرنٌ خاصٌ لطهي الكسرة)، هذا الخبز التقليدي يمكن أن ُيؤكل ساخنًا أو باردًا، وحده أو مع دهون (زبدة، مربى، عسل)، ومحشوةً أو مغموسةً في زيت الزيتون. ويمكن أن تُصاحب الإفطار أو وجبةً خفيفةً مع اللبن أو المخيض (الرايب).

## طريقة الطهي

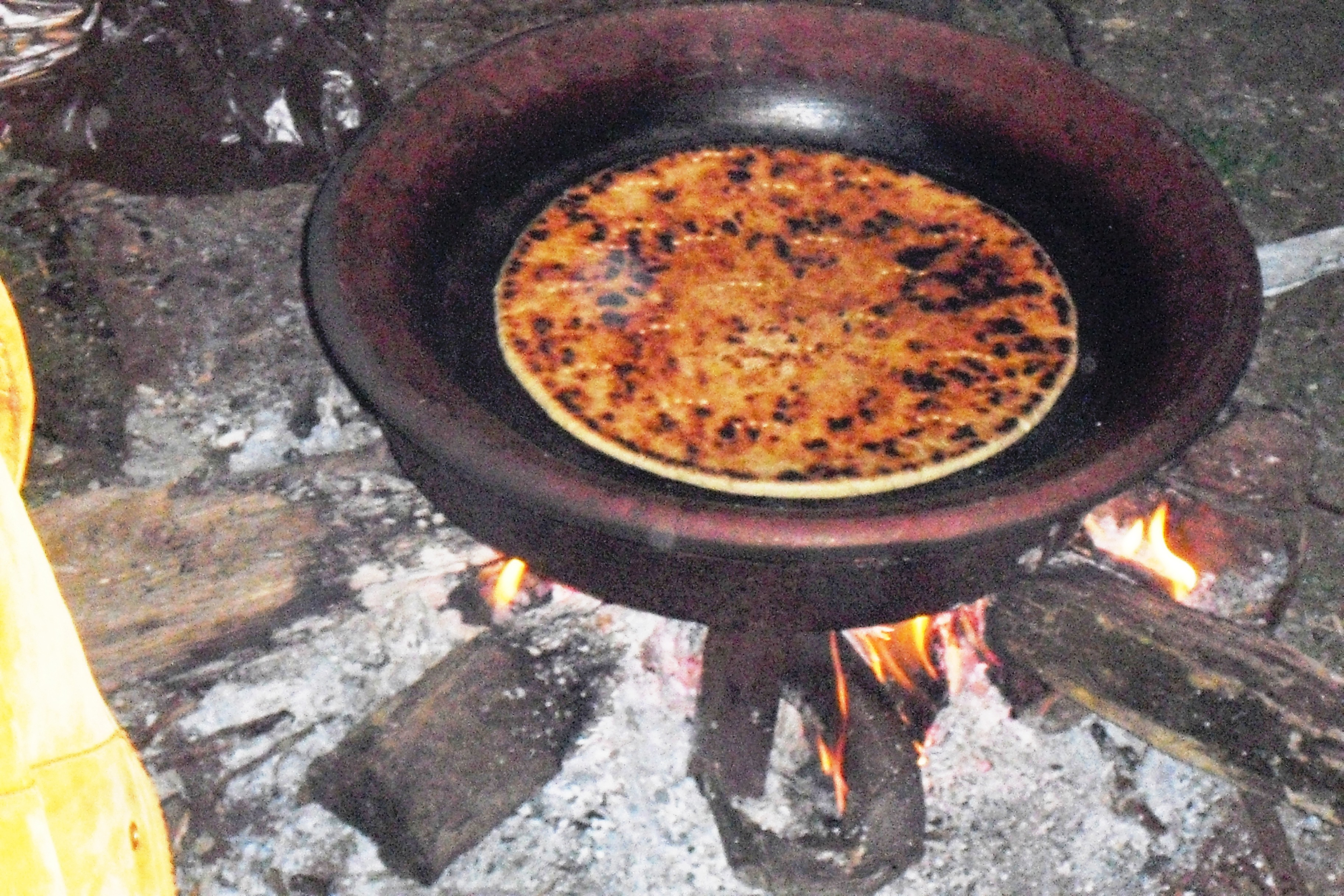
كسرة على طاجين الطين (الجزائر)
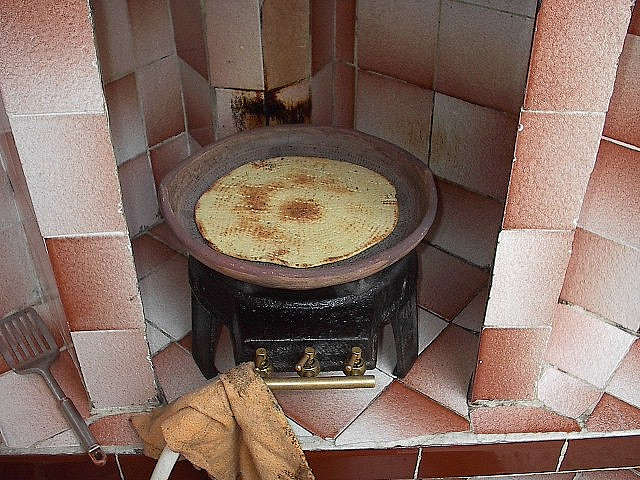
قلي الكسرة بطاجين الخبز.
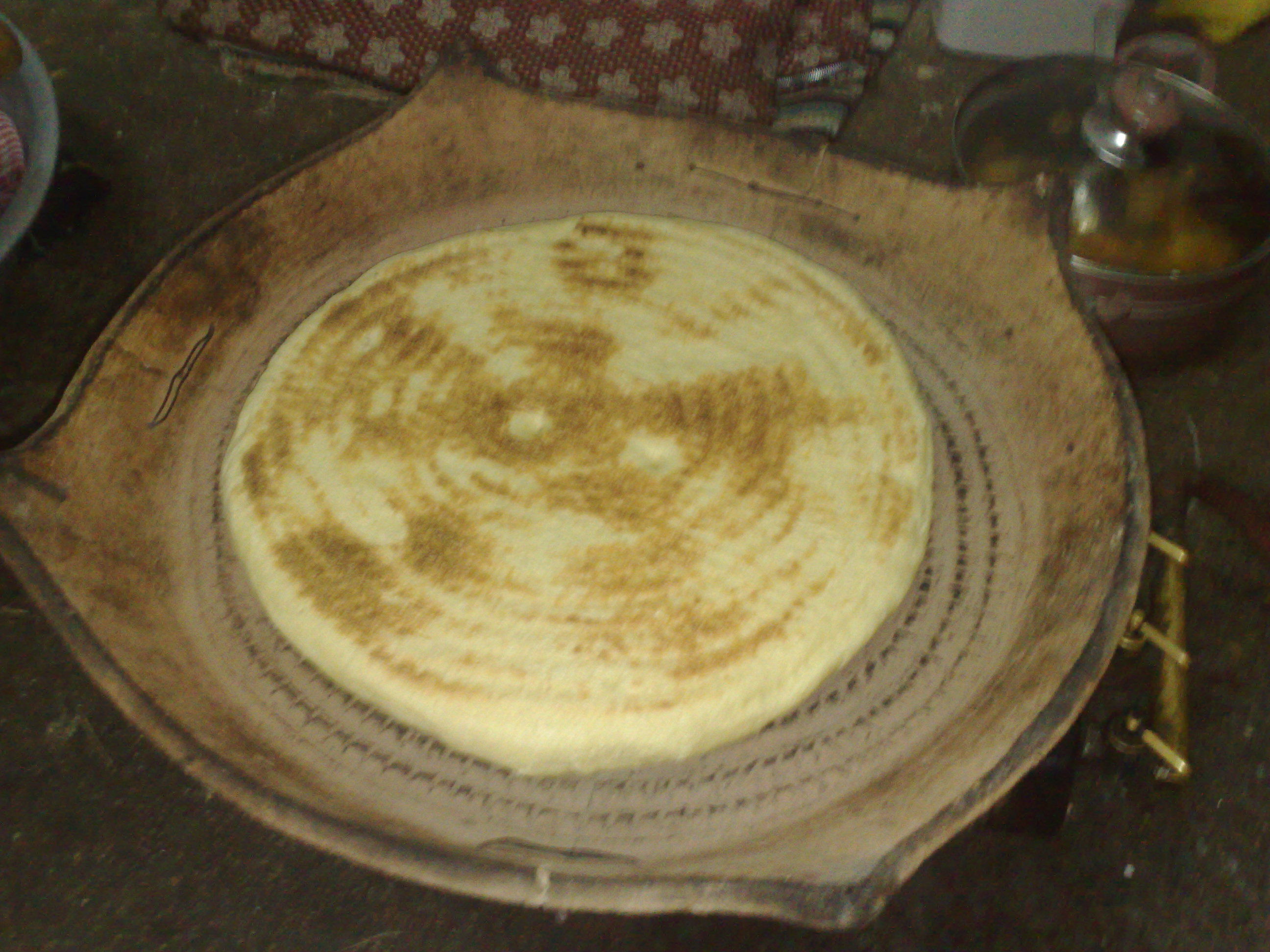
الكسرة الجزائرية
كسرة الرخسيس
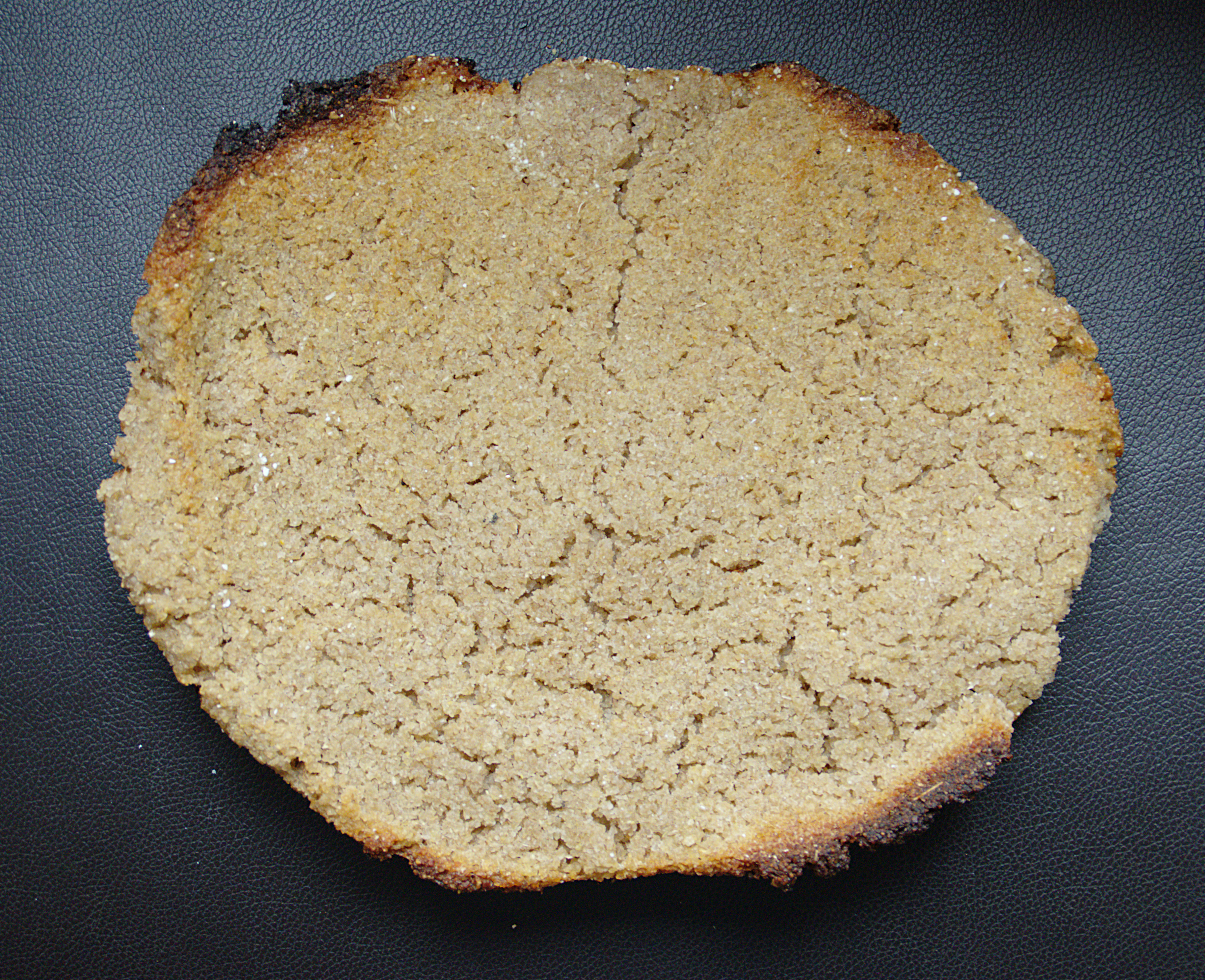
خبز كسرة الشعير من تونس.
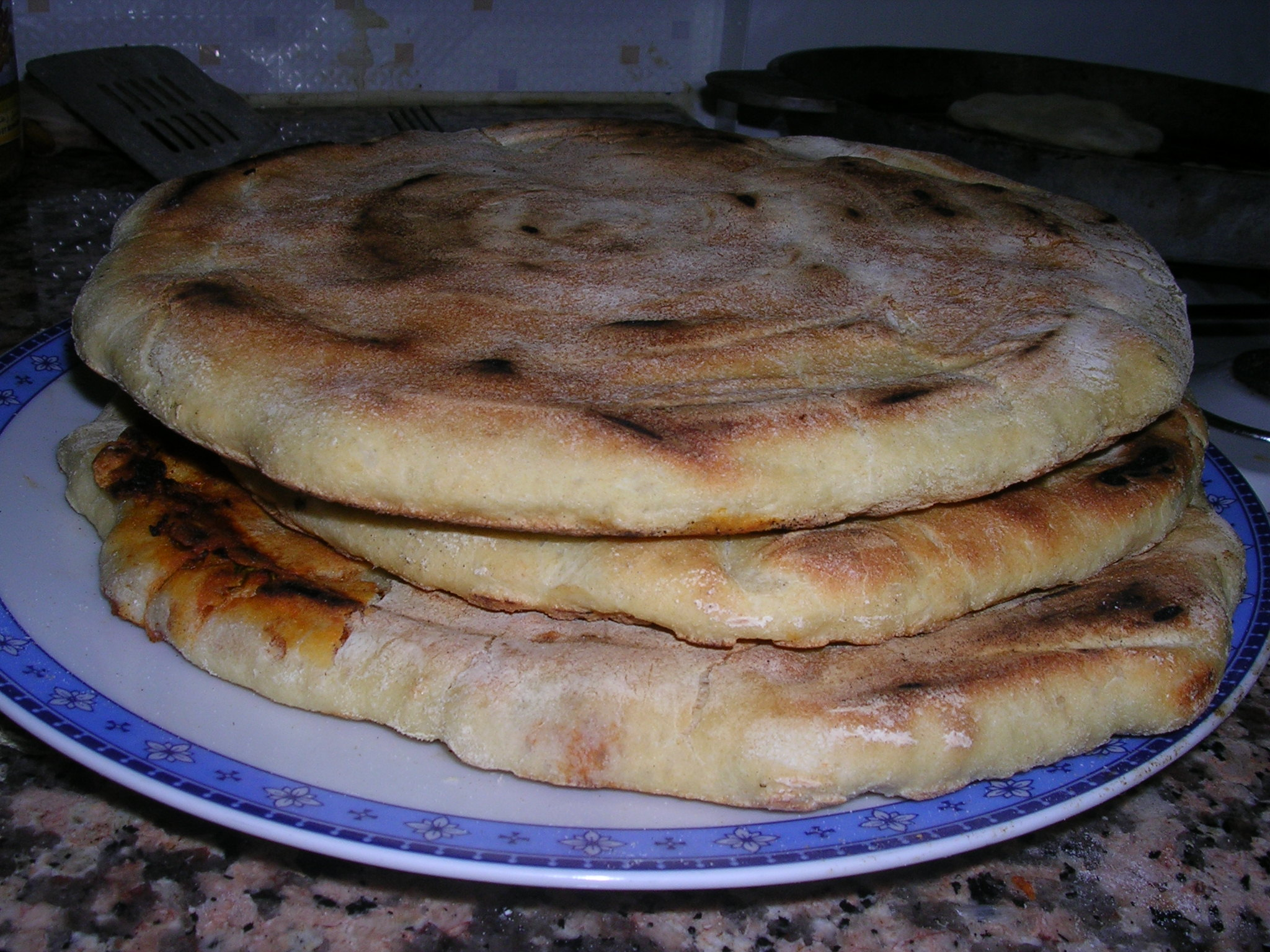
كسرات تونسية.
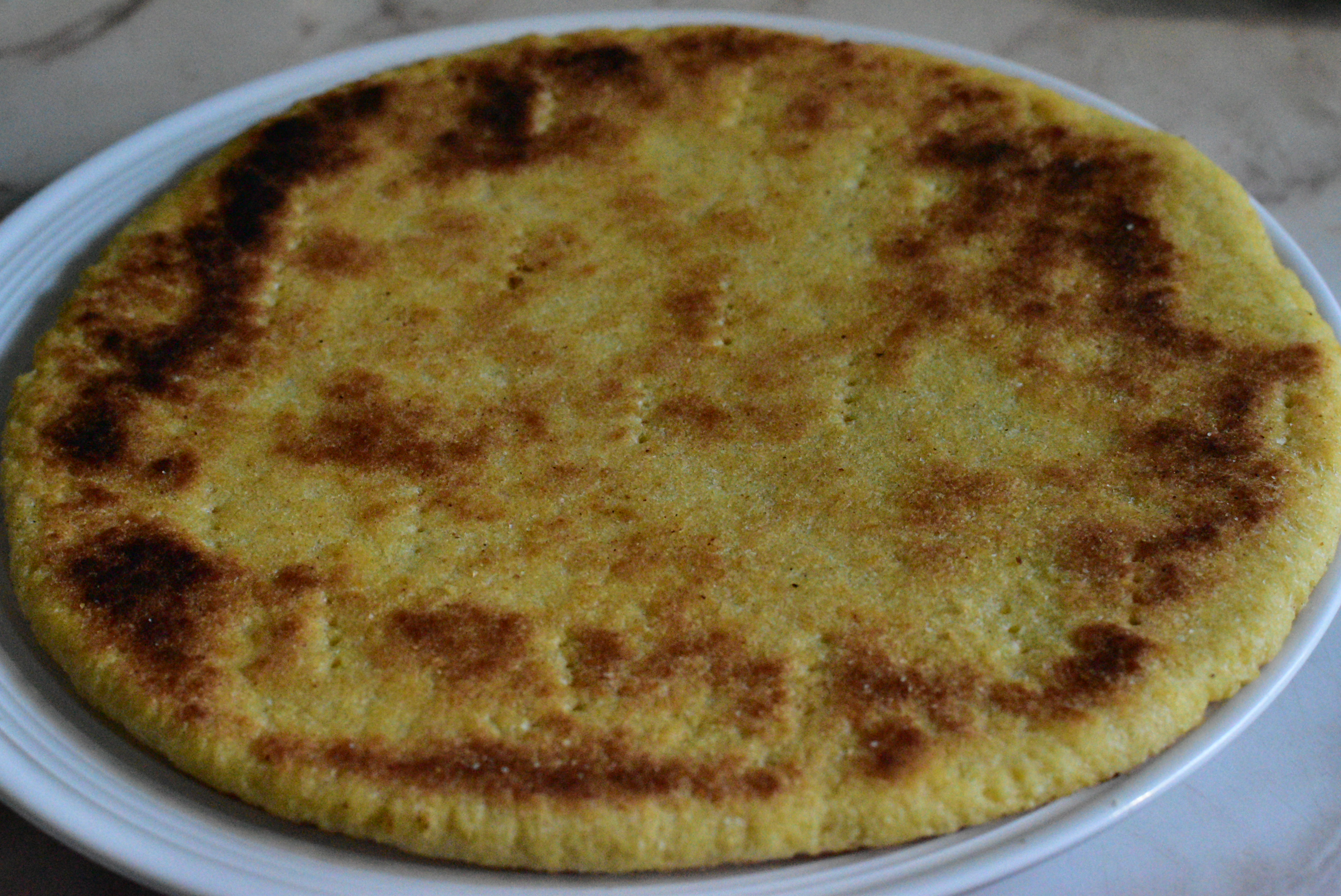
الكسرة جاهزة للأكل في طبق.
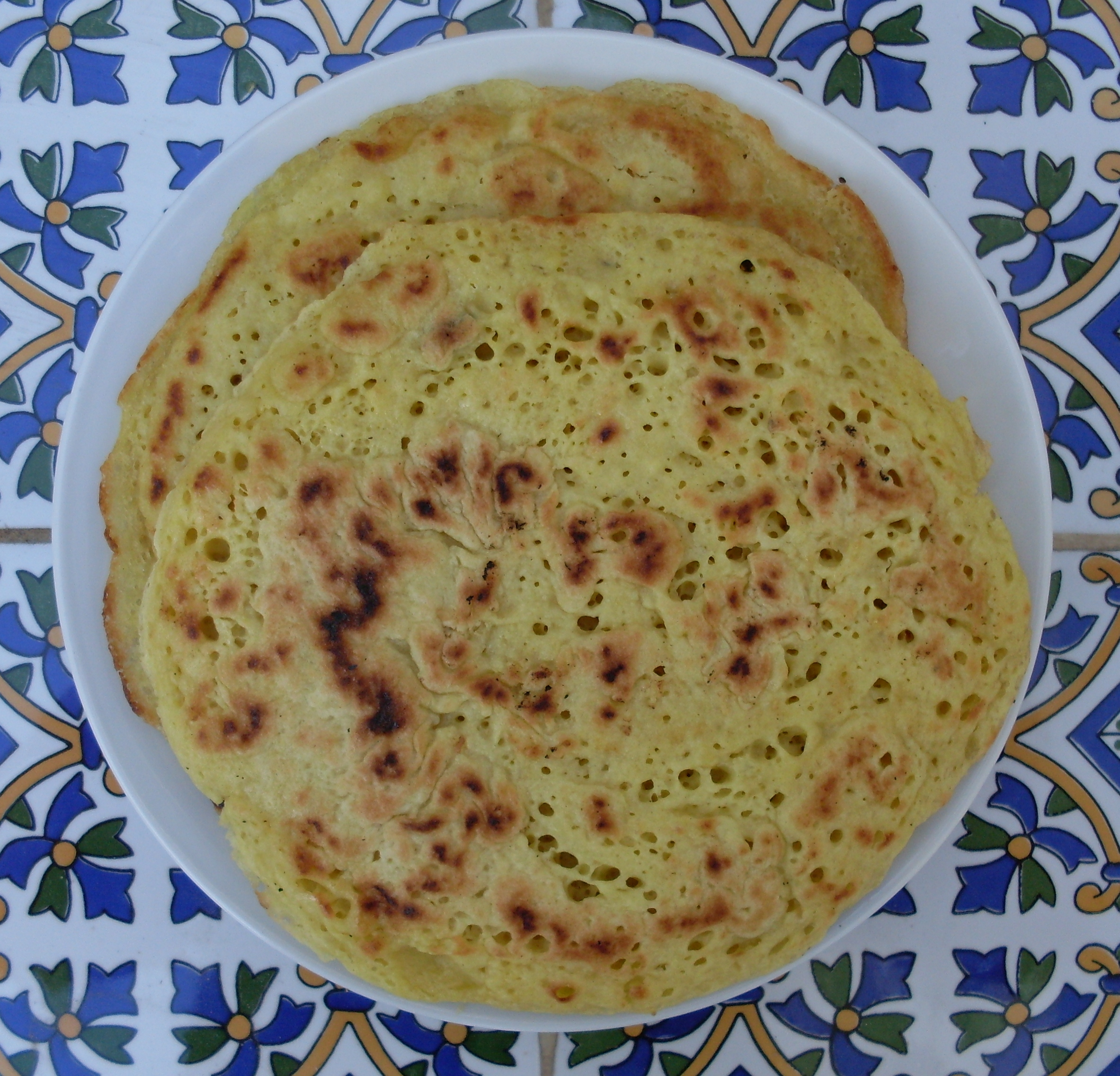
كسرة تونسية
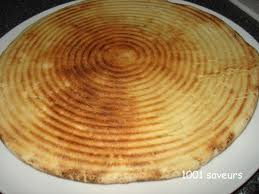
كسرة الرخسيس الجزائرية.

الكسرة الجزائرية، غالبًا لا تخلو الموائد من هذا الخبز الشهي خاصةً في شهر رمضان، وفي الحقيقة يوجد أنواعٌ كثيرةٌ منها، وتختلف في تحضيرها من منطقةٍ إلى أخرى، وغالبًا تُحضّر بالدقيق والماء وقليلٍ من الزيت والملح والخميرة.
طريقة تحضير الكسرة الجزائرية:
- ملح
- سميد
- خميرة الخبز
- ربع كأس زيت.

نخلط جميع المقادير جيدًا بالماء الدافئ حتى تحصل على عجينةٍ متماسكةٍ، نغطيها بمنديل قماشٍ، ونتركها لمدة ساعةٍ لترتاح، وبعدها نعجنها جيدًا حوالي عشرين دقيقة حتى تصبح العجينة ملساء، وبعدها نضع طاجين الطين (الجزائر) (وهو صينيةٌ مصنوعةٌ من الطين) على النار حتى يسخن، ونشكّل العجينة على شكل قرصٍ سمكه حوالي 2 سنتمتر، ونضعها في الطاجين، وعندما تحمر من الجهة السفلية نقلّبها ونثقبها بثقابٍ من الخشب أو بالشوكة، وعندما تنضج نقطعها إلى أرباع، الكسرة مع اللبن، خاصةً عندما تكون ساخنةً لها مذاقٌ رائعٌ، خاصةً مع ملوخية وأطباقٍ أخرى.